# Plaćanje po kliku
Plaćanje po kliku (eng. pay-per-click, PPC), u međumrežnom oglašavanju predstavlja način oglašavanja u kojem oglašivač naplaćuje naknadu objavitelju svoga oglasa (najčešće vlasniku mrežne stranice) prema broju pregleda oglasa na toj stranici. Radi na temelju nadmetanja (licitacije) kako bi se plaćalo samo kada posjetitelj stranice na kojoj se nalazi oglas (korisnik međumrežja) pregleda oglas na određenoj mrežnoj stranici.
Takav oblik plaćanje naknade oglašivanja prisutan je na međumrežju još od sredine 1990-ih. Danas ga upotrebljavaju oglašivački sustavi svih velikih međumrežnih pretraživača, od Googlea, Binga, Microsoft Edgea do Yahooa. Svoju popularnost zahvaljuje mogućnosti praćenja povrata uloga.
Ova vrsta međumrežnog oglašavanja definira ciljanu publiku sukladno demografskim podatcima i geografskom položaju. Ovakvi oglasi pojavljuju se na prvoj stranici tražilice, odnosno rezultata pretrage po ključnim riječima kada korisnik pretražuje određeni proizvod ili uslugu. Pojavljuju se na samom vrhu rezultata pretrage, iznad svih uobičajenih, tzv. organskih rezultata, a u trenutku kad korisnik klikne, oglas vodi na web stranicu, tzv. landing page traženog oglasa. Glavni cilj PPC kampanje jest konverzija, odnosno pretvaranje korisnika i posjetitelja nečije web stranice u kupce.
PPC je drugi najveći izvor prometa za web stranice i web trgovine s ukupnim dijelom od 25%.
Pojam ne treba miješati s pojmom plaćanje po pregledu (eng. pay-per-view, PPV) ili plaćanjem za pregled (eng. pay-to-click, PTC) u kojem kupac mora prvo platiti manju naknadu da bi mogao vidjeti oglas.

## PPC termini
- CPC – iznos koji za svaki klik na njihov oglas oglašivači plaćaju
- Ad Rank – način na koji Google i ostali web preglednici poredaju oglase po nekoj razini
- Impression – impresije označavaju koliko puta je viđen oglas; ova metrika je najbitnija u kamanjama koje se fokusiraju na brand avareness;
- CPM (Cost Per Mile) – cijena za tisuću impresija, najčešće se koristi za video-oglase;
- Conversion Rate – postotak ljudi koji je kompletirao traženu aktivnost (Call To Action) nakon što su posjetili stranicu klikom na oglas;
- Landing Page – stranica na koju stižu korisnici nakon što kliknu na oglas;
- Ad Extensions – dodaci na tekstu koje je ptodavač napisao; to mogu biti informacije na koje je moguće kliknuti kao što su adresa, broj telefona, e-pošta, vanjske poveznice, itd., na ovaj način korisnici imaju mogućnost saznati više o ponudi i prodavaču.[10]